# Yagyū Muneyoshi
Yagyū Sekishūsai Taira-no-Munetoshi (柳生 石舟斎平 宗厳 (Liễu Sinh Thạch Chu Trai Bình Tông Nghiêm)) là một samurai thuộc phái kiếm Shinkage-ryū. Ông sinh vào năm Daiei thứ 7 (1527) và mất vào ngày 19 tháng 4 năm Keichō thứ 11 (1606). Tước vị của ông là Tajima-nokami (quan đầu xứ Tajima), hiệu là Sekishūsai (sekishū, thạch chu, tức thuyền đá). Tên thường gọi của ông là Shin-nosuke, Shinjirō, Shinzaemon, Uemon. Con cháu của ông có nhiều nhân vật lừng lẫy như Yagyū Munenori (con trai, sau giữ chức Chỉ nam dạy kiếm cho họ Tokugawa), Yagyū Muneaki (con trai), Yagyū Toshitoshi (cháu nội), Yagyū Jūbei (cháu nội)...

## Thời trai trẻ
Yagyū Muneyoshi là con trai của Yagyū Ieyoshi, một võ tướng thời Chiến quốc Nhật Bản và là thành chủ thành Yamato, trưởng làng Yagyū ở xứ Yamato. Ban đầu Muneyoshi theo học phái kiếm Toda-ryū với Toda Ittōsai (Kanemaki Jisai), sau theo Katori Shinjūrō học phái kiếm Shintō-ryū và nổi danh từ đấy.
Năm Eiroku thứ 6 (1563), Munetoshi gặp gỡ kiếm sư Kamiizumi Nobutsuna thuộc phái Shinkage-ryū và thách đấu với vị này. Muneyoshi đấu cả ba lần đều bại và cũng không thắng nổi đệ tử của Nobutsuna là Hikita Kagetomo. Nhận thấy sự non kém của mình, Munetoshi lập tức quỳ lạy và xin làm đệ tử của Nobutsuna. Đến tháng 8 năm Eiroku thứ 6 thì Muneyoshi được Nobutsuna trao cho ấn chứng và đến năm Genki thứ 2 (1571) thì được truyền thụ lại hết mọi yếu quyết cùng phái kiếm Shinkage-ryū. Vì vậy phái kiếm Shinkage-ryū của Yagyū Munetoshi được cho là chánh lưu và gọi là Yagyū Shinkage-ryū còn phái kiếm của Hikita Kagetomo là phụ lưu, gọi là Hikita Shinkage-ryū.
Thời trai trẻ Munetoshi theo thờ Tsutsui Junkei, sau theo Matsunaga Hisahide, đều là những võ tướng Chiến quốc xứ Yamato và là thuộc hạ của Oda Nobunaga. Trong khoảng thời gian này ông gặp nhiều chuyện không may như bị trúng tên ở tay trong một trận chiến khi theo họ Matsunaga, một lần khác bị ngã ngựa nặng trên đường trở về cốc Yagyū vào năm Eiroku thứ 11. Năm Genki thứ 2 (1571), con trưởng của ông là Yoshikatsu bị đạn bắn trọng thương đến nỗi không cầm được kiếm. Sau đó ít lâu thì bản thân Muneyoshi cũng quay về làng Yagyū ẩn dật, chẳng màng sự đời. Đến khi Matsunaga Hisahide mưu phản Oda Nobunaga thì ông cũng chính thức thoát khỏi quan hệ chủ tớ với họ Matsunaga, sau có Tsutsui Junkei thay Matsunaga cai quản xứ Yamato thì ông cũng không theo. Muneyoshi còn bắt tay với võ tướng Tōchi Tōnaga, cừu địch của họ Tsutsui để giữ thế độc lập. Nhưng đến năm Tenshō thứ 13, khi Toyotomi Hidenaga vào xứ Yamato đã phát giác ông ngầm che giấu ruộng đất trong cuộc kiểm tra ruộng đất của Hideyoshi. Vì vậy Munetoshi bị tịch thu lãnh thổ và trở thành võ sĩ giang hồ, có lần còn đến ăn xin nhà Konoe Sakihisa.
Năm Bunroku thứ 3, khi thiên hạ từ tay họ Toyotomi chuyển sang họ Tokugawa, có lần Muneyoshi được Tướng quân Tokugawa Ieyasu cho vời đến và biểu diễn tuyệt kỹ Mutō-dori trước mặt ngự tiền. Được Ieyasu hết sức tán thưởng tài nghệ và mời làm chức kiếm thuật chỉ nam (như chức giáo đầu) nhưng Muneyoshi viện cớ tuổi già và tiến cử con trai thứ 5 là Munenori nhận chức thay. Từ đó Munetoshi giao hết mọi việc thế sự cho con trai, còn mình an hưởng tuổi già và mất tại cốc Yagyū, mộ ông vẫn còn tại chùa Hōtoku-ji ở Nara.

## Nhân sinh quan
Vào những năm Genki, Yagyū Muneyoshi từ bỏ hết mọi ý định trở thành một võ tướng Chiến quốc cùng giấc mộng xuất thế lập thân và lui về cốc Yagyū ẩn dật. Lúc này ông chỉ khoảng trên 40 tuổi và không rõ vì sao Muneyoshi từ bỏ mộng công danh sớm như vậy, nhưng có lẽ cái chết của sư phụ Kami Izumi đã tác động mạnh đến tư tưởng của ông, cũng như sự sụp đổ của họ Tướng quân Ashikaga cùng cựu chủ Matsunaga. Trong những bài thơ ông trước tác trong khoảng thời gian này đều bộc lộ nổi hoài nghi của ông về mọi thứ ngoài phái kiếm Shinkage-ryū. Ngay cả thứ kiếm pháp này, ông cũng ví như con thuyền đá, chỉ chìm dưới đáy nước chứ không nổi lên trên mặt. Đương thời, hễ là kẻ cầm kiếm và có chút tài năng là có thể dùng võ nghệ để tiến thân, có thể làm đến chức quan to. Nhưng Muneyoshi không coi kiếm phái của mình là công cụ để tiến thân mà là một đường lối sống, một phương pháp rèn luyện thân, tâm. Vì thế về sau ông lấy hiệu là Sekishūsai, trong đó "sekishū" (thạch chu) nghĩa là "thuyền đá", con thuyền chỉ chìm dưới đáy nước chứ không nổi lên để vượt qua bể đời vốn đầy biến động thăng trầm như sóng đại dương.
Nhân sinh quan của Yagyū Munetoshi còn thể hiện qua khái niệm Vô đao do ông lập nên và là một đặc thù lớn của phái kiếm Yagyū Shinkage-ryū.